# Tyrell Malacia
Tyrell Johannes Chicco Malacia (sinh ngày 17 tháng 8 năm 1999) là một cầu thủ bóng đá chuyên nghiệp người Hà Lan hiện đang thi đấu ở vị trí hậu vệ trái cho câu lạc bộ Eredivisie PSV Eindhoven dưới dạng cho mượn từ câu lạc bộ Premier League Manchester United và đội tuyển bóng đá quốc gia Hà Lan.

## Sự nghiệp câu lạc bộ

### Feyenoord
Malacia sinh ra tại Rotterdam và gia nhập học viện bóng đá trẻ Feyenoord khi mới 9 tuổi vào năm 2008. Anh ký hợp đồng chuyên nghiệp đầu tiên với câu lạc bộ vào ngày 2 tháng 12 năm 2015. Anh có trận ra mắt chuyên nghiệp cho Feyenoord trong chiến thắng 2–1 tại UEFA Champions League trước Napoli vào ngày 6 tháng 12 năm 2017 và chơi trọn vẹn 90 phút trong trận này. Malacia có trận ra mắt Eredivisie cho Feyenoord trong trận hòa 1–1 với SC Heerenveen vào ngày 13 tháng 12 năm 2017. Anh là cầu thủ dự bị không được sử dụng trong trận chung kết Cúp KNVB 2018, nơi Feyenoord đánh bại AZ Alkmaar 3–0. Vào ngày 25 tháng 5 năm 2022, anh đá chính trong trận thua 1–0 của Feyenoord trước Roma tại chung kết UEFA Europa Conference League. Anh cũng là một trong năm cầu thủ của Feyenoord có tên trong Đội hình tiêu biểu của mùa giải của giải đấu đó.

### Manchester United
Vào ngày 5 tháng 7 năm 2022, Malacia ký hợp đồng có thời hạn 4 năm với câu lạc bộ Premier League Manchester United, với tùy chọn gia hạn hợp đồng thêm một năm. Anh trở thành bản hợp đồng đầu tiên của câu lạc bộ dưới thời huấn luyện viên Erik ten Hag với trị giá 12,9 triệu bảng cùng với 1,7 triệu bảng phụ phí. Hai ngày sau, người ta xác nhận rằng anh mặc chiếc áo số 12 mà Chris Smalling mặc lần cuối. Vào ngày 7 tháng 8, Malacia ra mắt câu lạc bộ với tư cách là cầu thủ dự bị trong trận thua 2–1 trên sân nhà trước Brighton & Hove Albion ở Premier League. Vào ngày 22 tháng 8 năm 2022, Malacia đá chính lần đầu tiên cho United trong chiến thắng 2–1 trước Liverpool. Vào ngày 26 tháng 2 năm 2023, anh góp mặt trong đội hình United trong trận chiến thắng 2–0 trong trận chung kết EFL Cup trước Newcastle United, danh hiệu đầu tiên của anh cùng câu lạc bộ.

## Sự nghiệp câu lạc bộ
Malacia từng là cầu thủ trẻ quốc tế của Hà Lan và anh đã đại diện các đội U-16, U-17, U-18, U-20 và U-21. Anh được triệu tập lên Đội tuyển bóng đá quốc gia Curaçao để tham dự Cúp Vàng CONCACAF 2021. Vào ngày 27 tháng 8 năm 2021, Malacia lần đầu tiên được triệu tập lên Đội tuyển bóng đá quốc gia Hà Lan cho các trận đấu vòng loại FIFA World Cup 2022 gặp Na Uy, Montenegro và Thổ Nhĩ Kỳ. Anh ra mắt lần đầu tiên cho đội tuyển quốc gia Hà Lan vào ngày 4 tháng 9 năm 2021 trong trận đấu trước Montenegro.

## Đời tư
Malacia sinh ngày 17 tháng 8 năm 1999 tại Rotterdam, Hà Lan. Cha anh là người Curaçao gốc Phi và mẹ anh là người Suriname gốc Phi.

## Thống kê sự nghiệp

### Câu lạc bộ
Tính đến 28 tháng 5 năm 2023
| Câu lạc bộ          | Mùa giải            | Giải vô địch        | Giải vô địch | Giải vô địch | Cúp quốc gia | Cúp quốc gia | Cúp Liên đoàn | Cúp Liên đoàn | Châu lục | Châu lục | Khác | Khác | Tổng cộng | Tổng cộng |
| Câu lạc bộ          | Mùa giải            | Hạng đấu            | Trận         | Bàn          | Apps         | Goals        | Apps          | Goals         | Trận     | Bàn      | Trận | Bàn  | Trận      | Bàn       |
| ------------------- | ------------------- | ------------------- | ------------ | ------------ | ------------ | ------------ | ------------- | ------------- | -------- | -------- | ---- | ---- | --------- | --------- |
| Feyenoord           | 2017–18             | Eredivisie          | 11           | 0            | 2            | 0            | —             | —             | 1        | 0        | 0    | 0    | 14        | 0         |
| Feyenoord           | 2018–19             | Eredivisie          | 17           | 3            | 1            | 0            | —             | —             | 1        | 0        | 0    | 0    | 19        | 3         |
| Feyenoord           | 2019–20             | Eredivisie          | 12           | 0            | 4            | 0            | —             | —             | 5        | 0        | —    | —    | 21        | 0         |
| Feyenoord           | 2020–21             | Eredivisie          | 26           | 0            | 2            | 0            | —             | —             | 3        | 0        | 2    | 0    | 33        | 0         |
| Feyenoord           | 2021–22             | Eredivisie          | 32           | 1            | 1            | 0            | —             | —             | 17       | 0        | —    | —    | 50        | 1         |
| Feyenoord           | Tổng cộng           | Tổng cộng           | 98           | 4            | 10           | 0            | —             | —             | 27       | 0        | 2    | 0    | 137       | 4         |
| Manchester United   | 2022–23             | Premier League      | 22           | 0            | 4            | 0            | 4             | 0             | 9        | 0        | —    | —    | 39        | 0         |
| Tổng cộng sự nghiệp | Tổng cộng sự nghiệp | Tổng cộng sự nghiệp | 120          | 4            | 14           | 0            | 4             | 0             | 36       | 0        | 2    | 0    | 176       | 4         |

1. ↑  Bao gồm DFB-Pokal, Coupe de France và FA Cup
2. ↑  Bao gồm EFL Cup
3. ↑  Ra sân tại UEFA Champions League
4. 1 2 3 4  Ra sân tại UEFA Europa League
5. ↑  Ra sân tại Play-off châu Âu Eredivisie
6. ↑  Ra sân tại UEFA Europa Conference League

### Quốc tế
Tính đến 14 tháng 6 năm 2023
| Đội tuyển quốc gia | Năm       | Trận | Bàn |
| ------------------ | --------- | ---- | --- |
| Hà Lan             | 2021      | 1    | 0   |
| Hà Lan             | 2022      | 5    | 0   |
| Hà Lan             | 2023      | 3    | 0   |
| Tổng cộng          | Tổng cộng | 9    | 0   |

## Danh hiệu

### Câu lạc bộ

#### Feyenoord
- KNVB Cup: 2017–18[7]
- Siêu cúp Hà Lan: 2018[25]
- Á quân UEFA Europa Conference League: 2021–22[8]

Manchester United
- FA Cup: 2023–24
- EFL Cup: 2022–23

### Cá nhân
- Đội hình tiêu biểu của mùa giải UEFA Europa Conference League: 2021–22[9]
- Tài năng của tháng Eredivisie: Tháng 4 năm 2019[26]